# خربة عطية
تقع خربة عطية على بعد عشرات الأمتار من بلدة جوريش 27 كيلومترا جنوب مدينة نابلس، باتت خربة عطية تعاني الإهمال وتخشى الاندثار، رغم كونها معلماً فلسطينياً يواجه إحدى المستوطنات المقامة على أراضي بلدة قصرة المجاورة.

## السكان
يبلغ عدد سكان بلدة جوريش وفقاً لآخر الإحصاءات قرابة 2000 نسمة، إضافة إلى عدد كبير مقيم في الشتات، أضعاف هذا الرقم.

## الأرض
عدة مباني قديمة متناثرة على سفح يقع على خاصرة جوريش من الناحية الشمالية الشرقية تحافظ على وجودها، رغم ما تعرضت له من تنقيب وسرقة من مجهولين خلال العقود الأخيرة.
يقول أحمد تميم، وهو مرشد سياحي إن الخربة تعود للعهد البيزنطي، وكانت إلى حد قريب تستخدم في طحن الحبوب إلى أن هجرت لتصبح فريسة لمنقبي الآثار.
ويقر بأن هناك عدم رعاية واهتمام من الكثير من الجهات لترميم هذا المكان والحفاظ عليه من الخراب والتدمير.

## الآثار التاريخية
يعد بابور الطحين الواقع فيها من أكبر المواقع التاريخية الذي يجاور مقام النبي ذي الكفل وبجانبه مغارة أو بئر كبير من الجنوب، والمبنى يرتفع ستة أمتار ومساحة الأرض الموجود فيها تقدر بأربعة دونمات، وكان يعمل في طحن القمح حتى عام 1953، فيما طول البناء عشرون متراً تقريباً مبني من الحجر الجيد، ومعقود على الطريقة القديمة (عقد جملوني) وهو غرب مقام النبي ذو الكفل.